# Niklaus Bolt

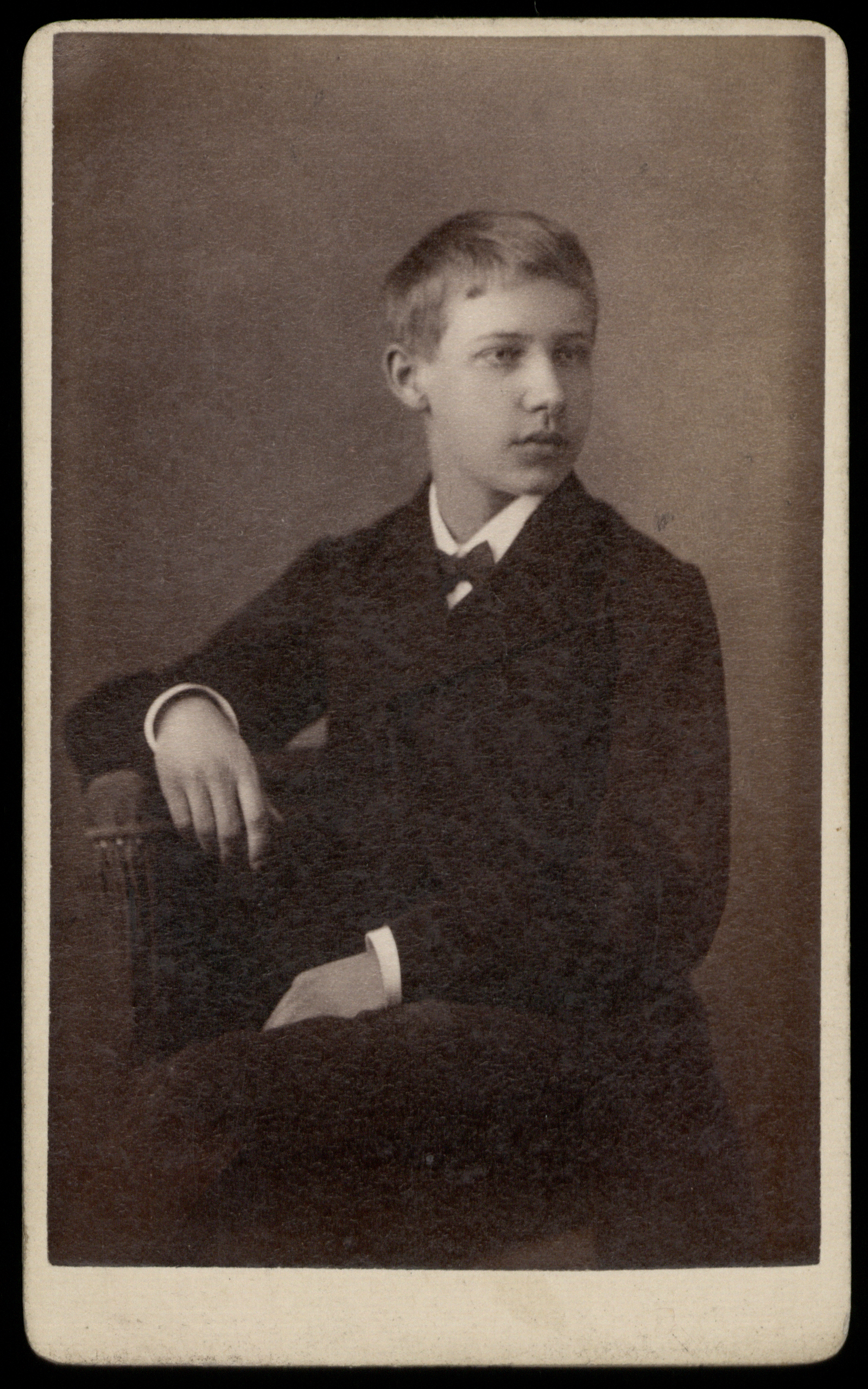
Jakob Höflinger: Jugendbild von Niklaus Bolt. Universitätsbibliothek Basel, zwischen 1870 und 1880?

Niklaus Bolt (* 16. Juni 1864 in Lichtensteig; † 26. Februar 1947 in Riehen) war ein reformierter Schweizer Pfarrer und Jugendschriftsteller.

## Leben

### Kindheit, Jugend und Ausbildung
Bolt kam als eines von zehn Kindern des Tuchhändlers Nikolaus Bolt (1830–1886; Sohn des Landwirts Johann Georg Bolt und der Elisabeth Rüttinger) und von dessen Frau Anna (1831–1898; Tochter des Schreiners Gregor Bösch und der Anna Teurer) in Lichtensteig im Toggenburg zur Welt. Das väterliche Geschäft warf reichlich Gewinn ab, weshalb die Familie 1870 eines der stattlichsten Häuser im Stadtkern von Lichtensteig erwerben konnte, wo Niklaus Bolt den grössten Teil seiner Kindheit verbrachte. Er besuchte die vereinigte Realschule in Lichtensteig, die von Katholiken und Protestanten gemeinsam geführt wurde. 1878 erfolgte der Übertritt ins Gymnasium in Basel, was ihm vor allem durch Beziehungen seiner Schwester Anna (1851–1883) mit protestantischen Basler Familien ermöglicht wurde. Am Basler Gymnasium am Münsterplatz lernte er Andreas Heusler kennen, mit dem Bolt bis zu Heuslers Tod eine Freundschaft verband.
Währenddessen begann der Geschäftserfolg des Vaters nachzulassen, und obwohl sich die Familie bis 1881 gegen den wirtschaftlichen Niedergang stemmte, tauchten in diesem Jahr schon Pläne einer Auswanderung in die USA auf. Niklaus Bolts Brüder Gregor und Jakob lebten bereits in New York und waren als Kaufleute tätig. 1882 wurde das Haus in Lichtensteig schliesslich verkauft und die Familie schiffte sich in die USA ein. In der Schweiz blieben einzig der achtzehnjährige Niklaus und seine sterbenskranke Schwester Anna zurück.
Zu diesem Zeitpunkt hatte Niklaus Bolt das Gymnasium in Basel bereits verlassen müssen. Die wirtschaftliche Lage der Familie hatte ihn dazu gezwungen, das letzte Schuljahr im evangelischen Seminar in Schiers zu absolvieren, wo er die Mittelschule ein Jahr früher als in Basel beenden konnte. Bereits 1883 kehrte er nach Basel zurück, um an der Predigerschule Theologie zu studieren. Nach seinem Abschluss folgte Bolt seiner Familie und reiste 1887 nach Nordamerika.

### St. Paul und Chicago
Am 20. Mai 1887 traf Niklaus Bolt in der etwa 25'000 Einwohner zählenden Stadt St. Paul am Mississippi bei seiner inzwischen verwitweten Mutter und fünf seiner Geschwister ein. Bolt wurde rasch zu einem Geistlichen der presbyterianischen Kirche der Vereinigten Staaten von Amerika ordiniert und gründete an Weihnachten 1887 die deutsche presbyterianische Betlehem-Gemeinde St. Paul. Auf Initiative der Gebrüder Bolt baute die Gemeinde ein eigenes Gotteshaus, das 1890 eingeweiht wurde. An der Weltausstellung in Chicago 1893 kam Bolt in Kontakt mit dem Evangelisten Dwight L. Moody. Dabei wurde Bolt aufgefordert, in Chicago missionarisch tätig zu werden, wo er in der Folge von 1895 bis 1900 wirkte und sich um eingewanderte Deutsche kümmerte. Zu dieser Zeit veröffentlichte Bolt als Herausgeber der Monatsschrift Das Volkswohl erste religiöse Schriften.
Trotz seiner umfangreichen Tätigkeiten in den USA brach Bolt den Kontakt zu seiner Heimat nicht ab. 1892 reiste er ein erstes Mal zurück in die Schweiz und 1899 besuchte er unter anderem seinen Jugendfreund Andreas Heusler in Berlin. Nach seiner Rückkehr nach Chicago hielt er Vorträge über die Schweiz. Zur gleichen Zeit machte sich ein Halsleiden bemerkbar, weshalb er sich 1900 für eine erneute Überfahrt entschied, um sich an der italienischen Riviera zu schonen. Nach seiner Genesung kehrte Bolt aber nicht in die USA zurück, sondern in die Schweiz nach Lugano.

Niklaus Bolt ca. im Jahr 1935

### Pfarramt in Lugano
Bolt hatte schon vor seiner Kur zweimal in Lugano gepredigt. Nun folgte er dem Ruf aus dem Tessin, wo man ihn 1901 als Pfarrer der deutschen evangelischen Diasporagemeinde zu Lugano einsetzte. Im Rahmen seines Pfarramts machte sich Bolt an die Gründung zahlreicher Vereine, wie des Christlichen Vereins junger Männer, eines Jungfrauenvereins, geleitet von Bolts Schwester Martha, oder des Missionsvereins. Dass Letzterer der Basler Mission nahestand, zeugt von Bolts anhaltend enger Beziehung zu der Rheinstadt. Die Vernetzungen zum Basler Bürgertum verdeutlicht die erfolgreiche Durchführung des sogenannten Tessinerabends im Basler Stadtcasino im Jahr 1914. Dabei handelte es sich um einen Spendenanlass zugunsten wohltätiger Institutionen im Kanton Tessin, allen voran der Gründung eines alkoholfreien Restaurants in Lugano. Dank der Basler Finanzierung konnte Bolt, der sich für die Abstinenzbewegung starkmachte, das Projekt des alkoholfreien Pestalozzihofes in Lugano durchführen.
Während seiner zwei letzten Amtsjahre in Lugano übernahm Bolt 1922 das Amt des Seelsorgers im Militärsanatorium Novaggio, das er bis 1936 ausübte.

### Erfolge als Jugendschriftsteller
Kurz nach seiner Niederlassung in Lugano begann Bolt mit der Veröffentlichung eigener literarischer Schriften. Bereits der erste Jugendroman Peterli am Lift wurde äusserst positiv aufgenommen und von Rezensenten mit Johanna Spyris Werk verglichen. Unter den zahlreichen Büchern, die Bolt sowohl zur Zeit seiner Pfarrtätigkeit, aber auch zu Zeiten seines Ruhestandes schrieb, erhielten vor allem der Pfadfinderroman Allzeit bereit und Svizzero! Die Geschichte einer Jugend die besten Kritiken. Svizzero! handelt von einem Jungen aus dem Berner Oberland, der keine Schneiderlehre antreten will, darum aus dem Elternhaus davonläuft und im Tunnelbau der Jungfraubahnen Arbeit findet. Das Buch verflicht Elemente des Heimatromans mit der Thematik der ersten italienischen Gastarbeiter in der Schweiz, die unter harten Bedingungen im Tunnelbau arbeiteten.
Der Erfolg von Bolts Jugendbüchern zeigt sich aber nicht nur in den vielen lobenden Rezensionen, sondern auch in der hohen Auflagenzahl. Svizzero! verkaufte sich bis zu Bolts Tod etwa 86'000-mal. Eine Zahl, die ausser Johanna Spyris Heidi bis dahin kein anderes Schweizer Jugendbuch erreicht hatte. Ausserdem wurden Bolts Jugendbücher in zahlreiche Sprachen übersetzt. In der niederländischen Übersetzung Daisy's bergvacantie findet Daisy auf der Gemmernalp Erwähnung im Tagebuch der Anne Frank. Für den weitreichenden Erfolg seiner Literatur war nicht zuletzt der Stuttgarter Verlag J. F. Steinkopf verantwortlich, der die meisten von Bolts Büchern publizierte.
Niklaus Bolts Geschichten lassen sich in das Genre des Heimatromans einreihen, indem beispielsweise die Berge als prägende Kraft dargestellt werden. Zugleich sind Bolts Werke ein moralischer Appell im Sinne des Basler Protestantismus und des politischen Konservatismus. Des Weiteren lassen die Geschichten von Daisy sowie die beiden Werke Der Feuerwehrmann und sein Kind und Christophs Flucht auf Bolts Vergangenheit in den USA schliessen.
Niklaus Bolt wurde von Zeitgenossen in einem Atemzug mit Johanna Spyri und Jeremias Gotthelf genannt und man lobte seine Geschichten vom «kleinen Heldentum», zudem füllte Bolt mit seinen Büchern die Lücke der Bubenliteratur in der Schweiz. Nach dem Tod von Johanna Spyri 1901 pflegten Schweizer Autorinnen fast ausschließlich Literatur für Mädchen zu schrieben:  Olga Meyer Anneli, Ida Bindschedler die Turnachkinder oder Elisabeth Müller Vreneli.
Bolts Schreibstil zeichnet sich durch eine schnörkellose Sprache aus, die von Kritikern und Lesern im gelungensten Fall als «kraftvoll» und «packend» geschildert wurde. Andererseits wurde diese knappe Sprache auch beanstandet, da sie stückweise zur Unverständlichkeit der Geschichten führe.
Für die Illustrationen vieler seiner Bücher waren Künstler wie Otto Plattner, Rudolf Münger, Burkhard Mangold oder Giovanni Müller verantwortlich.
Nach seinem beruflichen Ruhestand verbrachte Niklaus Bolt, der zeitlebens ledig blieb, die letzten Jahre seines Lebens zusammen mit seiner Schwester Martha in Lugaggia, wo er literarisch tätig blieb und schriftliche und persönliche Kontakte pflegte. Abgesehen von seinem Jugendfreund Andreas Heusler korrespondierte er unter anderen mit Persönlichkeiten wie Albert Schweitzer, dem Schweizer Bundesrat Giuseppe Motta, dem Theologen Friedrich Gogarten oder dem Germanisten Otto von Greyerz. 1947 starb Bolt in Riehen in der Nähe von Basel.

## Werke
Zu Niklaus Bolts Gesamtwerk gehören neben den Jugendromanen die beiden autobiografischen Schriften Hüben und Drüben und Wege und Begegnungen. Ein Buch der Erinnerung. Ausserdem veröffentlichte Bolt zahlreiche Gedichte, die in Zeitschriften und Zeitungen abgedruckt wurden und sich gesammelt in seinem Nachlass befinden.
Bolt beabsichtigte schon zu Lebzeiten, dass sein Nachlass in der Schweizerischen Landesbibliothek in Bern aufbewahrt werden sollte. Zu diesem Zweck beauftragte er eine Nachlasskommission, der auch der Basler Historiker René Teuteberg angehörte. Teuteberg überreichte nachlasswürdige Dokumente in vier Etappen zwischen 1951 und 2002 jedoch nicht der Landesbibliothek in Bern, sondern der Universitätsbibliothek Basel, wo sich der Nachlass von Bolt noch heute befindet.
- Hüben und Drüben (1901)
- Peterli am Lift (1907)
- Daisy auf der Gemmernalp (1910)
- Daisy oder Ein Blümlein, das nie verwelkt (1911)
- Svizzero! Die Geschichte einer Jugend (1913)
- Allzeit bereit (1916)
- Jochen der Jungbursche (1921)
- Jetzt bin i halt en Bub (1922)
- Der Feuerwehrmann und sein Kind (1927)
- Christophs Flucht (1930)
- Michel Edlibachs Beichte (1931)
- Wege und Begegnungen. Ein Buch der Erinnerung (1935)
- Der Eidgenosse von Cimabella (1939)
- Franzl im Toggenburg (1940)
- Ein Osterbote (1941)